# Handley Page Type O
Handley Page Type O là một loại máy bay ném bom hai tầng cánh được Anh sử dụng trong Chiến tranh thế giới I.

## Biến thể
O/100
O/400
O/7
O/10
O/11

## Quốc gia sử dụng

### Dân sự
Đài Loan
- Chính phủ Trung Quốc[1]

 India
- Indo Burmese Transport.[1]

 Ba Lan
- Chính phủ Ba Lan mua 1 chiếc năm 1920.[2]

 Anh Quốc
- Handley Page Transport[2]

### Quân sự
Úc
- Quân đoàn Không quân Australia

 Đài Loan
 Anh Quốc
- Không quân Hoàng gia
- Cục Không quân Hải quân Hoàng gia

 Hoa Kỳ

## Tính năng kỹ chiến thuật (O/400)
Dữ liệu lấy từ The British Bomber since 1914
Đặc điểm tổng quát
- Tổ lái: 4 hoặc 5
- Chiều dài: 62 ft 10¼ in (19,16 m)
- Sải cánh: 100 ft (30,48 m)
- Chiều cao: 22 ft (6,71 m)
- Diện tích cánh: 1.648 ft² (153,1 m²)
- Trọng lượng rỗng: 8.502 lb (3.856 kg)
- Trọng lượng cất cánh tối đa: 13.360 lb (6.060 kg)
- Động cơ: 2 × Rolls-Royce Eagle VIII, 360 hp (268 kW)  mỗi chiếc

 Hiệu suất bay 
- Vận tốc cực đại: 97,5 mph (84,7 kn, 157 km/h)
- Tầm bay: 608 nmi (700 mi, 1.120 km)
- Trần bay: 8.500 ft (2.600 m)
- Thời gian bay: 8 h

Trang bị vũ khí

- Súng: 5 × súng máy Lewis.303 in (7,7 mm)
- Bom: 2.000 lb (907 kg) bom